# Beltane
Beltane eller beltaine er et angliseret navn for den keltiske majdag-festival. Den afholdes den 1. maj eller halvvejs mellem forårsjævndøgn og sommersolhverv. Den har været afholdt i Irland, i Skotland og på Isle of Man. På irsk er navnet på festivalen Lá Bealtaine, på skotsk gælisk Là Bealltainn og på manx gælisk Laa Boaltinn/Boaldyn. Det er en af de fire gæliske helligdage som Samhain, Imbolc og Lughnasadh og minder om den walisiske Calan Mai.
Beltane nævnes i den tidligste irske litteratur og associeres med vigtige begivenheder i irsk mytologi. Den markerer begyndelsen af sommeren og var det tidspunkt, hvor kvæget blev drevet ud på sommergræsning. Der blev udført ritualerer for at beskytte husdyrene, kornet og menneskene. Der blev afbrændt særlige bål, og deres flammer, røg og aske blev tilskrevet beskyttende kræfter. Disse sammenkomster blev en fest, og der blev spist og drukket ved aos sí.
I midten af 1900-tallet ophørte fejringen af beltane, men visse elementer blev kulturelle arrangementer nogle steder. Siden slutningen af 1900-tallet har bl.a. wicca'er opfattet beltane som en religiøs helligdag.